# Charles Haugoumar des Portes
Charles Haugoumar des Portes est un homme politique français né le 18 décembre 1841 à Lamballe (Côtes-d'Armor) et décédé le 30 décembre 1917 à Lamballe

## Biographie
Charles Haugoumar des Portes est le petit-fils de Joseph Le Gogal-Toulgoët.
Conseiller général du canton de Lamballe en 1871, il est président du conseil général de 1892 à 1894. Il est élu sénateur en 1893, en remplacement d'Henri de Tréveneuc, décédé. Il siège sur les bancs monarchistes. Son activité parlementaire est faible. Il démissionne en 1911, pour raison de santé, car il est devenu quasiment aveugle.

## Sources
- « Charles Haugoumar des Portes », dans le Dictionnaire des parlementaires français (1889-1940), sous la direction de Jean Jolly, PUF, 1960 [détail de l’édition]